# Мури Софійського монастиря
Мури Софійського монастиря огороджують колишню садибу Софійського монастиря, а нині Національного заповідника «Софія Київська», вздовж вулиць Володимирської, під незначним кутом до неї, Стрілецької, Георгіївського провулка та Софійської площі. До системи мурів входять дзвіниця, південна в'їзна вежа та Брама Заборовського, які забезпечували в'їзд до монастиря зі сходу, півдня та заходу відповідно.
Мури у складі комплексу монастирських споруд собору Святої Софії внесені до переліку Світової спадщини ЮНЕСКО під № 527. Пам'ятка культурної спадщини національного значення, охоронний номер пам'ятки № 1/9.

## Архітектура
Висота мурів — 4 метри, ширина — 5 цеглин. Споруджувалися із жовтої цегли на вапняному розчині. Вкрито мури одно- чи двосхилим дахом з бляшаною покрівлею на дерев'яній обрешітці. Зовнішні фасади мурів, тиньковані та побілені, ритмічно розчленовано пласкими лопатками, які розкріповують верхній уступ цоколю, фризові гурти та вінцевий карниз. Вздовж Володимирської вулиці, Софійської площі та біля брами Заборовського мур прикрашено прямокутним рустуванням. У 1999—2000 роках цоколь мурів вздовж Софійської площі та Володимирської вулиці було облицьовано плитами з лабрадориту. На Володимирській вулиці фасад прорізано трьома вікнами пристінного корпуса. Внутрішні фасади гладенько потиньковано.
Перед дзвіницею, південною в'їзною вежею та брамою Заборовського лінія мурів утворює аванплощі.

## Історія
Будівництво монастирських мурів під орудою мурового шафара Йосипа розпочалося у першій половині XVIII століття, тривало 1745 року та завершилося в 1750 році. Спершу мури оточували садибу зусібіч. Вони пролягали приблизно по лініях сучасних вулиць Володимирської, Стрілецької, Рильського та Георгіївського провулків і Софійської площі. До лінії мурів у північно-східному куті включалася Г-подібна споруда, що була збудована одночасно з ними та складалася з ряду склепінчастих приміщень з окремим входами до кожного.
Після скасування монастиря 1786 року його садибу поділено між митрополичим домом, Софійським собором та Київською духовною консисторією. 1819 року на лінії мурів зафіксована митрополича кузня, 1838 року — заїзд. Того ж року зруйнувалася частина муру без даху, прилегла до Георгіївського цвинтаря. У 1839 році вздовж Володимирської вулиці до мурів з боку подвір'я прибудовано пристінний корпус. 1843 року проведено ремонт зруйнованої частини муру біля економічного правління митрополичого дому. У 1853 році буревій пошкодив 19-метрову ділянку муру, що знаходилася на чорному дворі консисторії. 1857 року огорожу кафедрального собору відремонтовано та побілено.
У 1872 році в мурованій огорожі на південно-східній частині, яка належала митрополичому будинку, було розташовано 10 мурованих крамниць під бляшаним дахом, одноповерховий вкритий тесом будинок, брама для в'їзду з Софійської площі, головна в'їзна брама з двома мурованими спорудами обабіч (не збереглася до нашого часу).
Починаючи із середини XIX століття, монастирські мури поступово зносилися. Так, у 1851, 1885 та 1901 роках поступово було розібрано ділянку муру від південної в'їзної вежі до Георгіївського цвинтаря, що було пов'язано з розширенням будинку консисторії та влаштуванням проїзду з Володимирської вулиці в її двір. Також поступово зносився мур на Рильському провулку: такі дії були у 1860, 1898 та 1903 роках і робилися через зведення нових прибуткових будинків, що належали монастирю. У 1904, 1909 та 1911 роках поетапно розібрано мур на Стрілецькій вулиці. В кінці 1930-х років знесено ділянку муру, що межувала з Георгіївським цвинтарем. Таким чином, розміри мурів досягли сучасних розмірів.

## Галерея

Софійські мури
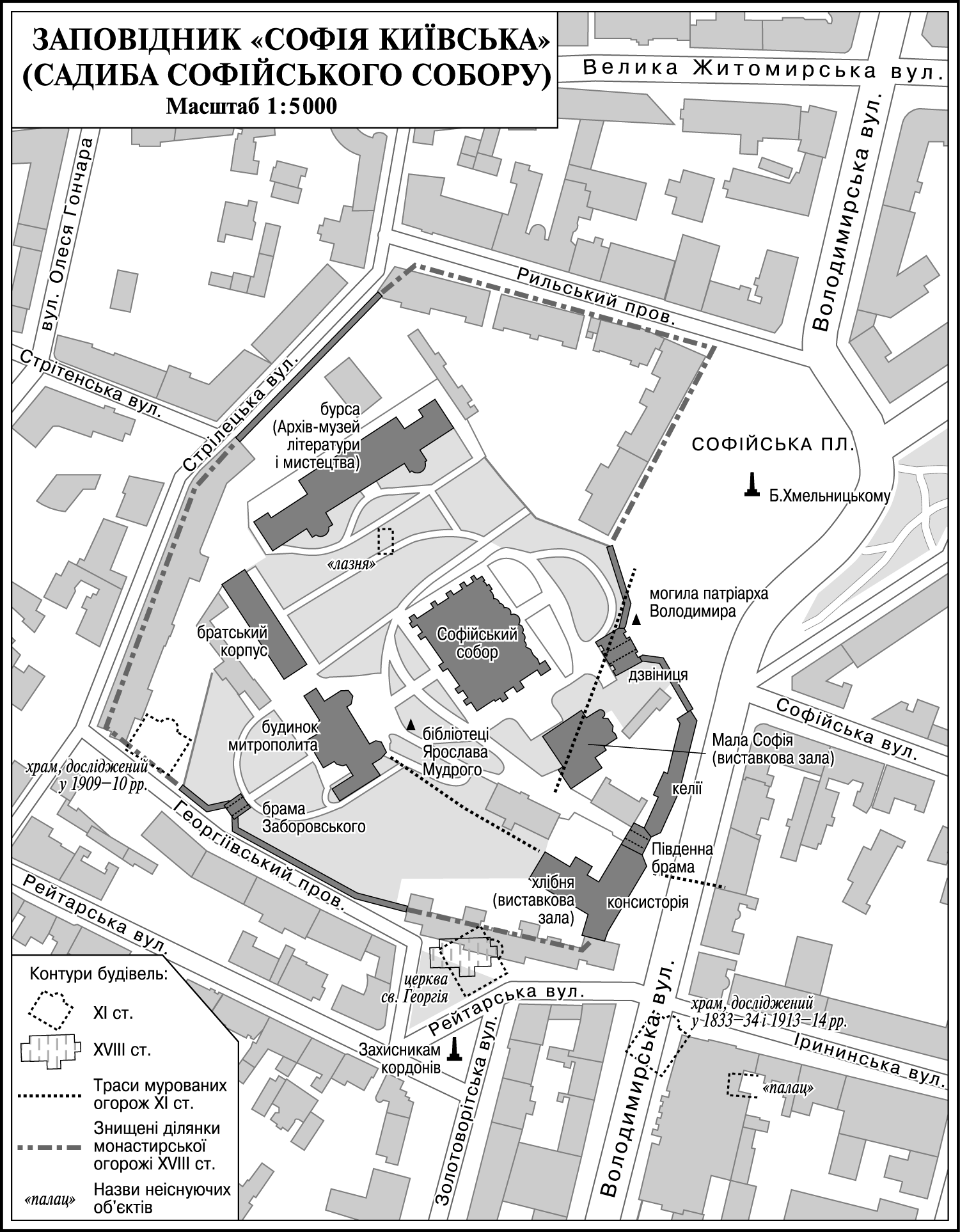
Мапа заповіднику «Софія Київська»
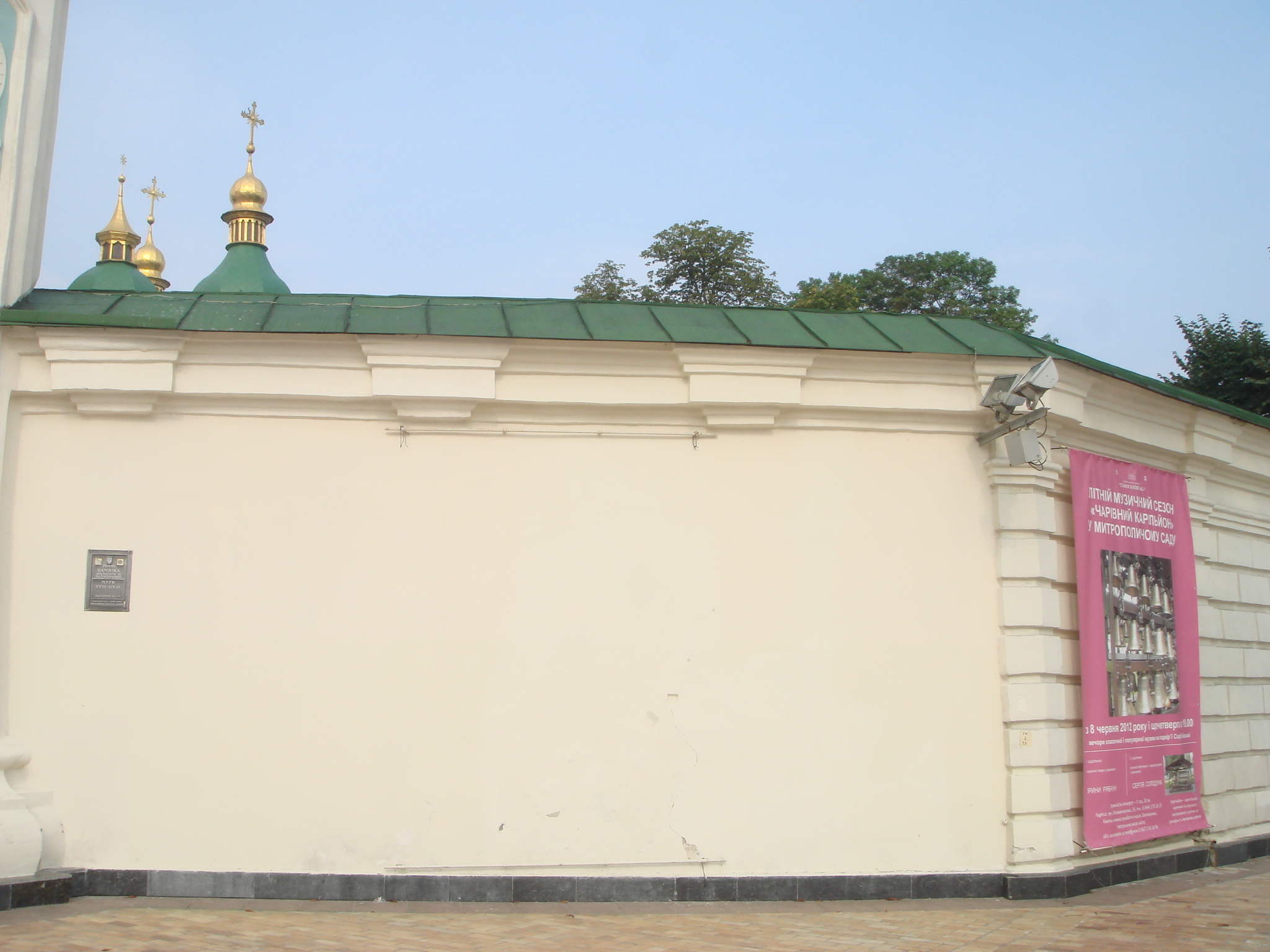
Мури біля дзвіниці
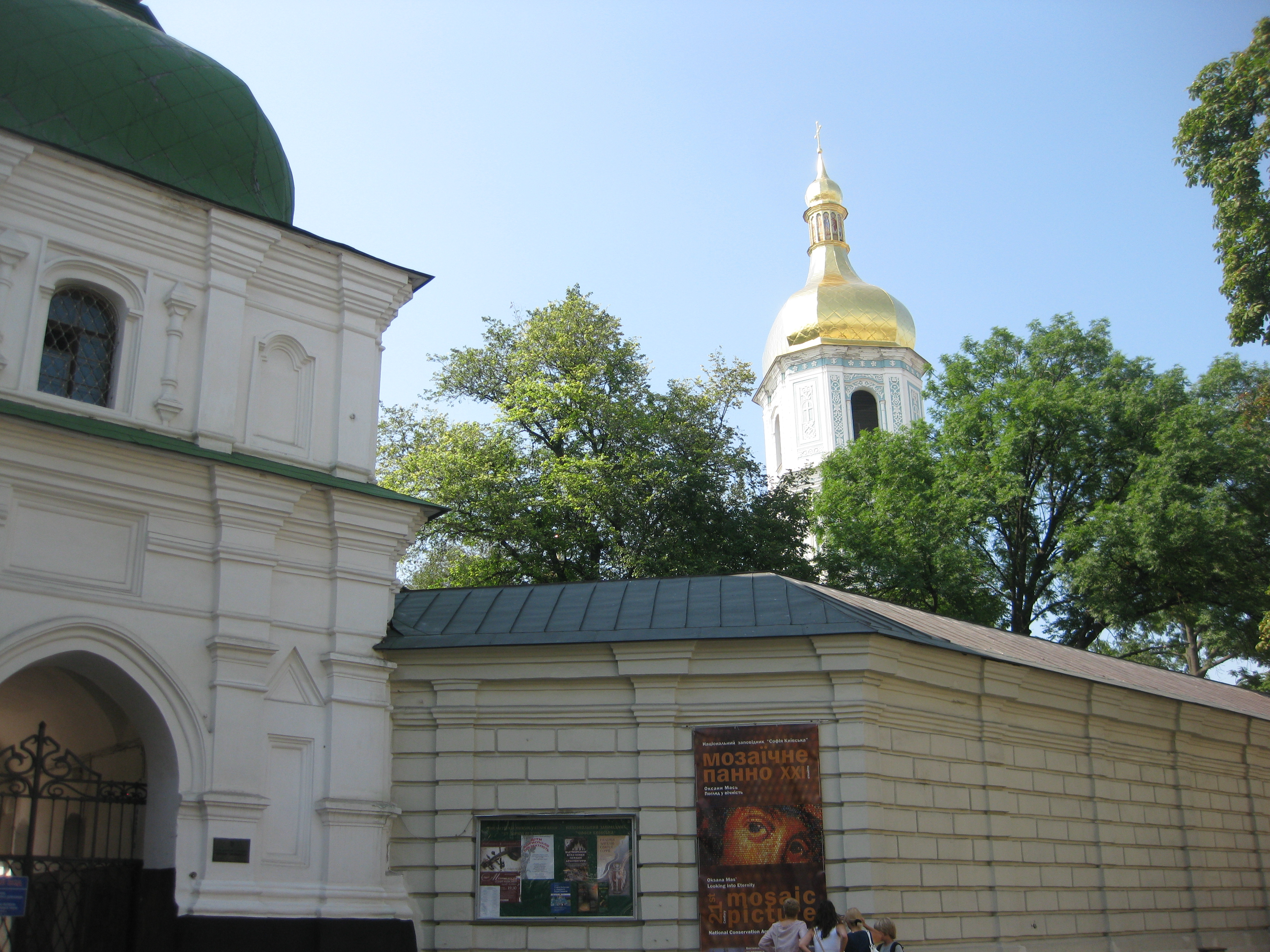
Мури з рустуванням поблизу південної в'їзної вежі
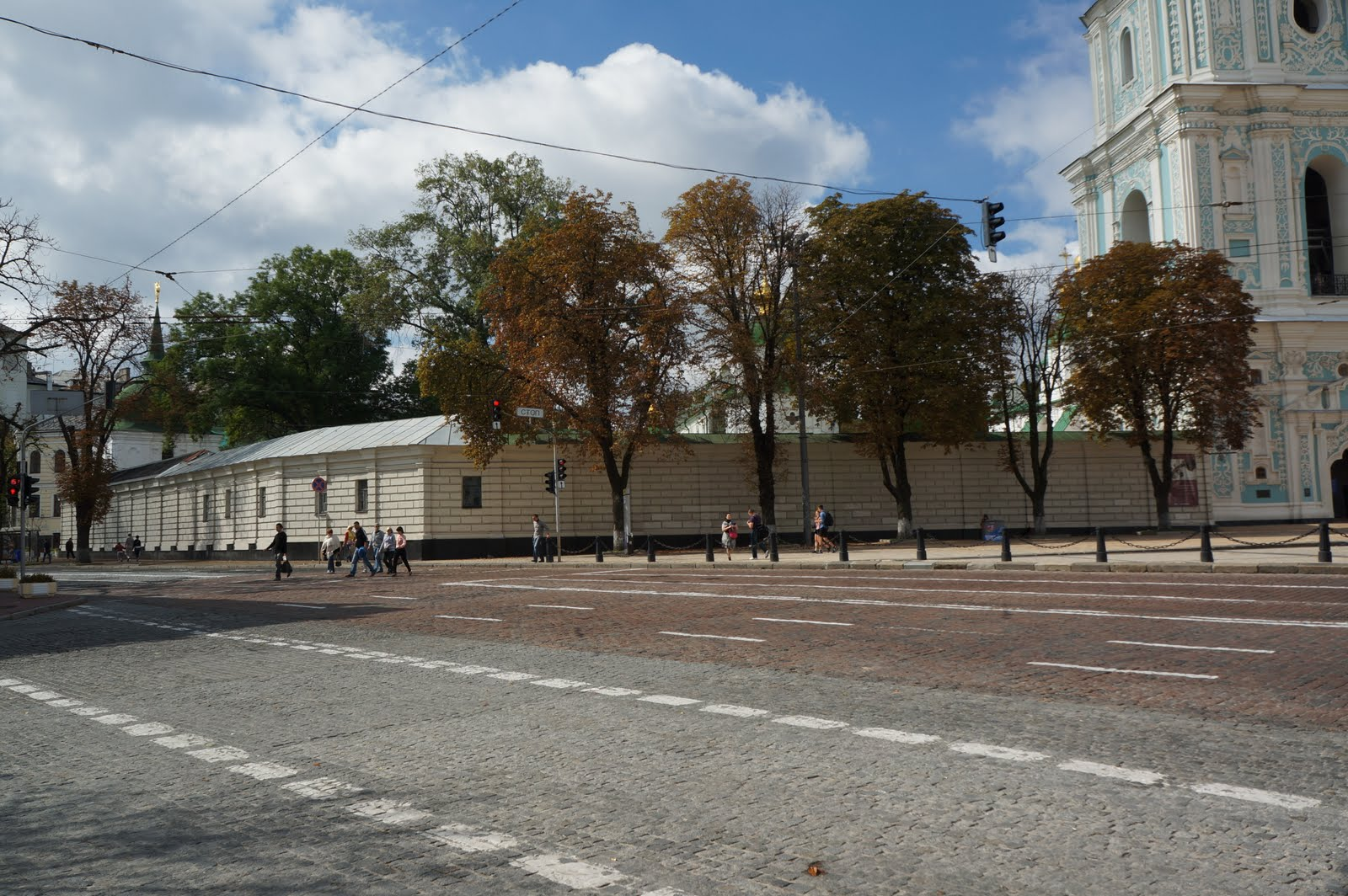
Мури з боку Софійської площі, помітно вікна пристінного корпусу
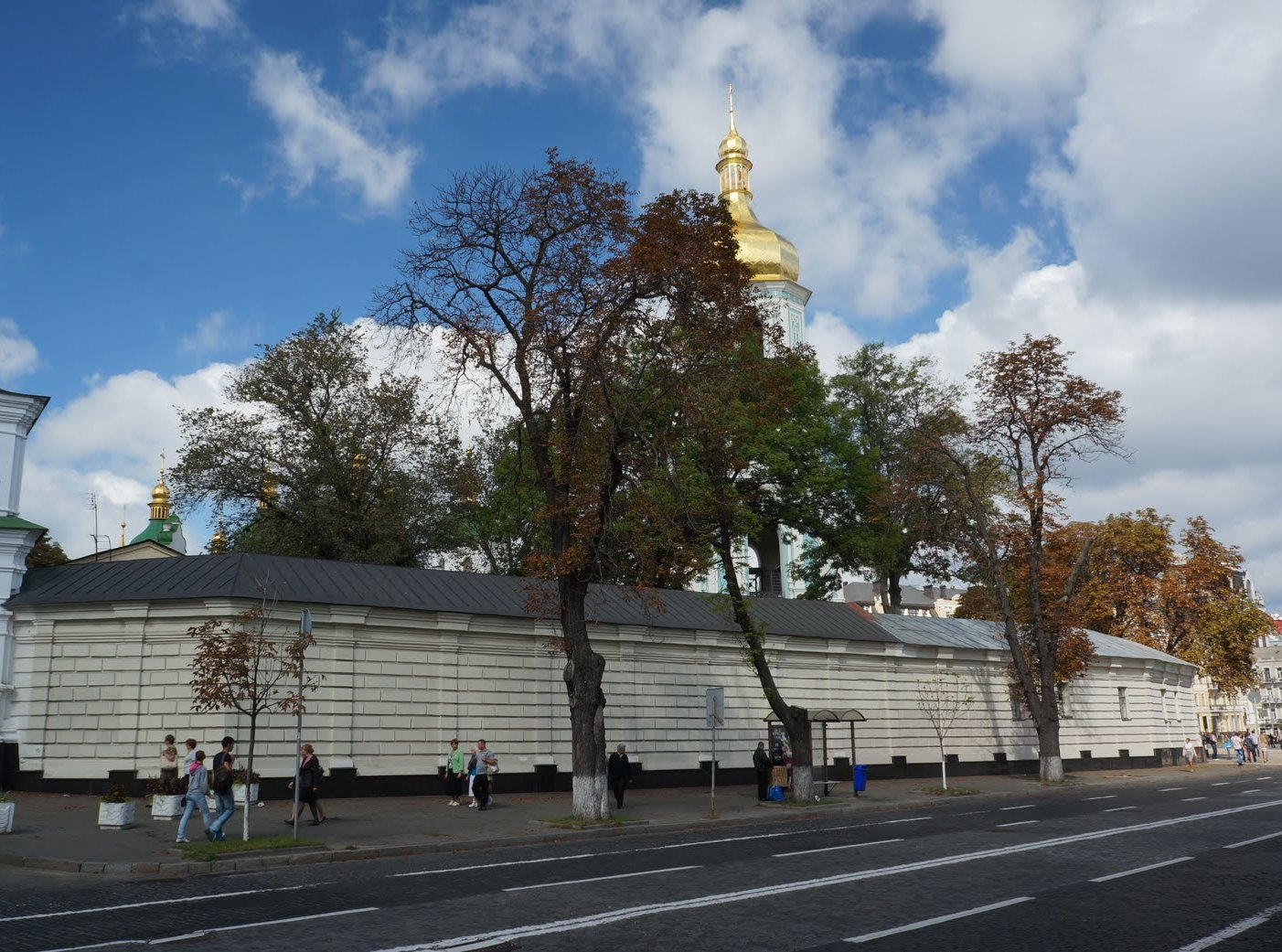
Мури на Володимирській вулиці загальним планом